# Chiesa della Madonna del Mare (Pola)
La chiesa della Madonna del Mare (in tedesco: Marinekirche von Pola, in croato: Mornarička crkva u Puli), anche nota come chiesa della Marina di Pola è un luogo di culto a Pola, nella Regione istriana.

## Storia

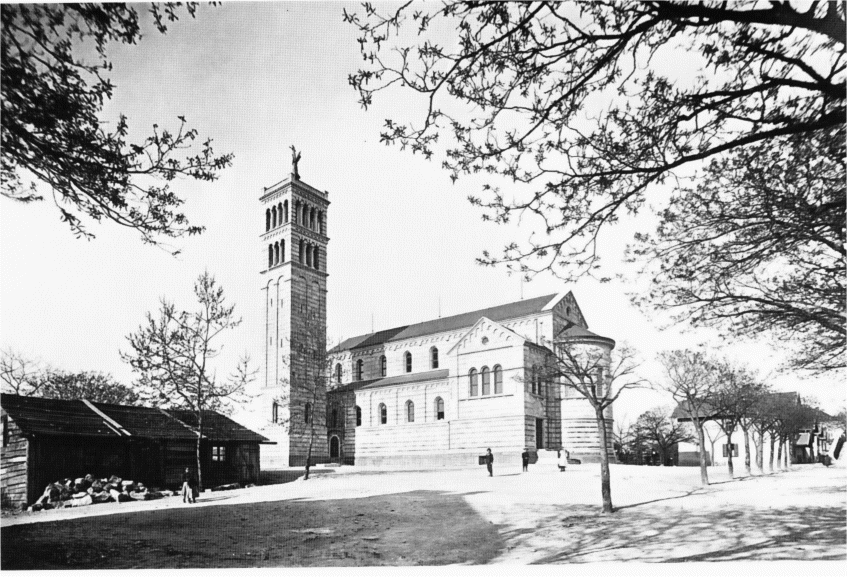
Chiesa della Madonna del Mare nel 1910.

La posa della prima pietra per l'edificazione della chiesa avvenne alla presenza dell'imperatore Francesco Giuseppe I d'Austria nel 1891 a Stoia, nel quartiere di San Policarpo. Il progetto era stato realizzato dall'architetto trentino Natale Tommasi che alcuni anni più tardi, con un progetto molto simile, costruì anche la nuova parrocchiale a Baselga di Piné, in Trentino, la chiesa di Santa Maria Assunta.
La chiesa, dal momento della sua costruzione e sino alla fine della prima guerra mondiale è stata la chiesa della marina militare austro-ungarica, la k.u.k. Kriegsmarine.

## Descrizione

### Esterno
Alla chiesa si può accedere da una scalinata che sale dal mare. Il prospetto principale e tutte le pareti esterne sono caratterizzate da fasce orizzontali che si alternano. Le più alte sono di pietra bianca estratta nelle isole Brioni mentre quelle più sottili sono in marmo rosso proveniente da Portole e da Verteneglio.

### Interno
Conserva mosaici simili a quelli della basilica Eufrasiana a Parenzo e della basilica di San Marco a Venezia.
Dal 1897 vi è stato sepolto l'ammiraglio della k.u.k. Kriegsmarine Maximilian Daublebsky von Sterneck.